# Крутогорб
Крутого́рб —  село в Україні, у Гайсинській міській громаді Гайсинського району Вінницької області. Розташоване на обох берегах річки Соб (притока Південного Бугу) за 10 км на південний захід від міста Гайсин та за 2,5 км від автошляху Р33. Населення становить 418 осіб (станом на 1 січня 2015 р.).

## Історія
7 (20) листопада 1917 року, відповідно до Третього Універсалу Української Центральної Ради, увійшло до складу Української Народної Республіки.
12 червня 2020 року, відповідно до розпорядження Кабінету Міністрів України № 707-р «Про визначення адміністративних центрів та затвердження територій територіальних громад Вінницької області», село увійшло до складу Гайсинської міської територіальної громади.
19 липня 2020 року, в результаті адміністративно-територіальної реформи та ліквідації Гайсинського району (1923—2020), село увійшло до складу новоутвореного Гайсинського району.

## Населення

### Мова
Розподіл населення за рідною мовою за даними :
| Мова       | Кількість | Відсоток |
| ---------- | --------- | -------- |
| українська | 590       | 97.68%   |
| російська  | 14        | 2.32%    |
| Усього     | 604       | 100%     |